# Sam the Record Man
Sam the Record Man était une chaîne canadienne de magasins de disques qui, à une certaine époque, était le plus grand détaillant de disques au Canada. En 1982, ses publicités proclamaient qu'il y avait "140 emplacements, d'un océan à l'autre".
Son magasin phare emblématique était situé au 259, rue Yonge en 1959 et a déménagé au 347, rue Yonge deux ans plus tard, y restant de 1961 jusqu'à sa fermeture en 2007. Situé à Yonge, juste au nord de Dundas, le magasin est devenu une partie d'une bande de magasins de musique. , boîtes de nuit et tavernes proposant des performances en direct qui ont produit le "Toronto Sound" et qui ont été le centre de la scène musicale de Toronto dans les années 1960.
Le magasin de la rue Yonge était le magasin le plus connu de la chaîne Sam the Record Man de 140 emplacements à travers le Canada, à deux pâtés de maisons du Centre Eaton et de Dundas Square. Sam est devenu une attraction populaire, attirant les gens dans sa sélection de disques vinyles, puis de cassettes et de disques compacts. Il a prospéré dans la région du centre-ville de Toronto, gagnant rapidement en notoriété et surpassant la concurrence. Ce qui a commencé comme une seule vitrine s'est transformé en un bloc entier entièrement destiné au magasin Sam the Record Man. Pendant plusieurs années, le magasin est entré en concurrence directe avec le célèbre magasin phare A&A Records, juste en haut de la rue, avant que ce dernier ne dépose le bilan en 1993. Le bâtiment a été démoli sur une période de deux ans, de 2009 à 2011. Il fait partie du site sur lequel le centre d'apprentissage des étudiants de l'Université Ryerson a été construit. L'enseigne au néon emblématique du magasin a été restaurée et installée dans un nouvel emplacement surplombant la place Yonge-Dundas à proximité.
L'ère de l'information, la concurrence avec la chaîne HMV et d'autres facteurs ont forcé Sam the Record Man à la faillite en 2001, mais son magasin phare est resté en activité jusqu'en 2007. Un magasin franchisé indépendant, à Belleville, en Ontario, continue de porter le nom de Sam the Record.